# 330-я стрелковая дивизия
330-я стрелковая Могилёвская Краснознамённая ордена Суворова дивизия — воинское соединение Вооружённых Сил СССР в Великой Отечественной войне. Сформирована под городом Тула во фронтовой обстановке в июле-ноябре 1941, в действующей армии — с августа 1941 года и находилась в ней до конца войны.
Первый бой дивизия приняла ещё в ходе формирования в ноябре 1941 года под Тулой. В дальнейшем участвовала в битве под Москвой, обороне в районе города Киров (до августа 1943), Смоленской операции, обороне на реке Проня, Белорусской, Восточно-Прусской, Восточно-Померанской и Берлинской наступательных операциях. Вместе с другими советскими войсками освобождала Рязанскую, Тульскую, Калужскую и Брянскую области (в том числе города Михайлов, Сталиногорск и Киров), территорию Белорусской ССР, северные районы Польши и Германии (в том числе, города Могилёв, Гродно, Данциг и Виттенберг).
Полное наименование: «330-я стрелковая Могилёвская Краснознамённая ордена Суворова дивизия».

## История
Сформирована к 15 сентября 1941 года на территории Тульской области. Большинство бойцов дивизии составили туляки. В сентябре-ноябре 1941 г. дивизия подчинялась командующему Московским военным округом.
В период с 13 до 19 октября 1941 г. дивизия базировалась в западной части города Серпухова. В этот период отдельные части дивизии были привлечены к выполнению боевых задач 49-й армии генерал-лейтенанта И. Г. Захаркина по удержанию противника на серпуховском направлении. Здесь дивизия приняла своё боевое крещение. 1-й стрелковый батальон 1109-го стрелкового полка дивизии 14-15 октября 1941 г. принял участие в боях на подступах к г. Алексину Тульской области и был полностью уничтожен частями 260-й пехотной дивизии вермахта. 1-й и 2-й стрелковые полки 330-й стрелковой дивизии обеспечивали прикрытие на Тарусском направлении, в бой не вступали. 3-й стрелковый батальон 1113 полка 20-22 октября 1941 г. участвовал в боях за райцентр Высокиничи Московской области на р. Протве против войск 17-й пехотной дивизии вермахта, в результате боев 3-й батальон был почти полностью уничтожен. 19-22 октября 1941 г. все уцелевшие части дивизии выведены в Загорск.
2 декабря 1941 года дивизия вошла в состав вновь сформированной 10-й армии (генерал-лейтенант Ф. И. Голиков).
В рамках Тульской наступательной операции принимала участие в освобождении городов Михайлов и Сталиногорска (ныне город Новомосковск Тульской области). В ночь на 7 декабря, совершив 30-километровый марш, после короткого артиллерийского налёта 330-я дивизия ворвалась в Михайлов и силами 1111-го и 1113-го стрелковых полков к утру освободила город от занимавших его немецких 41-го и 63-го мотопехотных и 422-го артиллерийского полков.
Было захвачено 135 грузовых и 20 легковых автомашин, 100 мотоциклов, 25 броневиков, 5 тракторов, 30 орудий, 23 пулемёта, 4 рации, 3 вагона боеприпасов и эшелон с авиабомбами.
В реальности, первыми в Михайлов ворвались подразделения 328-й стрелковой дивизии (полковник П. А. Ерёмин), в составе которых действовали и воины 330-й дивизии. Случилось так, что посланный в штаб дивизии верховой связист Когтин с донесением о взятии города не нашёл штаба дивизии, и донесение вернулось. В это время 330-я дивизия по радио сообщила в штаб армии о взятии города, якобы только её подразделениями. Это в дальнейшем сказалось на точности освещения событий за город Михайлов.
С рассветом 11 декабря 1109-й стрелковый полк (майор Е. В. Дмитриев) 330-й стрелковой дивизии 10-й армии выдвинулся севернее посёлка Бобрик-Гора, и форсировав Дон по льду, сумел к утру 12 декабря выбить противника из укреплений, избежав фронтальной атаки. Немецкие части оставили Бобрик-Гору и отошли к Соцгороду. Во второй половине дня 12 декабря 108-й кавалерийский полк 2-й гвардейской кавалерийской дивизии 1-го гвардейского кавалерийского корпуса, освободив станцию Маклец, перерезал шоссе Сталиногорск-Узловая. Отступавшие из Иван-Озера немецкие части повернули на Бобрик-Гору, но около «Зеленстроя», в лощине Дона были окружены и уничтожены.
12 декабря 1941 года силами 330-й стрелковой дивизии 10-й армии были освобождены Сталиногорск 1-й (Соцгород), а войска группы генерал-лейтенанта П. А. Белова в это же время, подойдя вплотную с севера к 10-й армии, заняли Сталиногорск 2-й (Индустриальный район). 14 декабря 1941 года частью сил дивизии совместно с частью сил 2-й гвардейской кавалерийской дивизии была освобождена Узловая.
31 декабря 1941 года в ходе Калужской операции совместно с 328-й (полковник П. А. Ерёмин) и 322-й (полковник П. И. Филимонов) стрелковыми дивизиями участвовала в освобождении города Белёва.
11 января 1942 года в ходе Ржевско-Вяземской операции частью сил освободила город Киров.
25 июня 1944 года в ходе Могилёвской операции участвовала в освобождении города Чаусы. 330-й стрелковой дивизии присвоено почётное название «Могилёвская».
В действующей армии по 9 мая 1945 года.
По окончании Великой Отечественной войны дивизия вошла в состав Группы советских войск в Германии и вскоре расформирована.

## Состав
- 1109-й стрелковый полк
- 1111-й стрелковый полк
- 1113-й стрелковый полк
- 890-й артиллерийский полк
- 250-й отдельный истребительно-противотанковый ордена дивизион (с 1.03.1942)
- 297-я зенитная артиллерийская батарея (614-й отдельный зенитный артиллерийский дивизион) — до 1.04.1943
- 389-я отдельная разведывательная рота
- 607-й отдельный сапёрный батальон
- 778-й отдельный батальон связи (198-я отдельная рота связи)
- 412-й отдельный медико-санитарный батальон
- 405-я отдельная рота химической защиты
- 392-я автотранспортная рота
- 181-я полевая хлебопекарня
- 750-й дивизионный ветеринарный лазарет
- 741-я полевая почтовая станция
- 768-я полевая касса Государственного банка[11]

## Подчинение
| Подчинение      | Подчинение                         | Подчинение           | Подчинение                       | Подчинение   |
| Дата            | Фронт (округ)                      | Армия                | Корпус                           | Примечания   |
| --------------- | ---------------------------------- | -------------------- | -------------------------------- | ------------ |
| 01.09.1941 года | Московский военный округ (Сызрань) |                      |                                  | формирование |
| 01.10.1941 года | Московский военный округ (Сызрань) |                      |                                  | формирование |
| 01.11.1941 года | Западный фронт                     | 10-я армия           |                                  |              |
| 01.12.1941 года | Западный фронт                     | 10-я армия           |                                  |              |
| 01.01.1942 года | Западный фронт                     | 10-я армия           | -                                | -            |
| 01.02.1942 года | Западный фронт                     | 10-я армия           | -                                | -            |
| 01.03.1942 года | Западный фронт                     | 10-я армия           | -                                | -            |
| 01.04.1942 года | Западный фронт                     | 10-я армия           | -                                | -            |
| 01.05.1942 года | Западный фронт                     | 10-я армия           | -                                | -            |
| 01.06.1942 года | Западный фронт                     | 10-я армия           | -                                | -            |
| 01.07.1942 года | Западный фронт                     | 10-я армия           | -                                | -            |
| 01.08.1942 года | Западный фронт                     | 10-я армия           | -                                | -            |
| 01.09.1942 года | Западный фронт                     | 10-я армия           | -                                | -            |
| 01.10.1942 года | Западный фронт                     | 10-я армия           | -                                | -            |
| 01.11.1942 года | Западный фронт                     | 10-я армия           | -                                | -            |
| 01.12.1942 года | Западный фронт                     | 10-я армия           | -                                | -            |
| 01.01.1943 года | Западный фронт                     | 10-я армия           | -                                | -            |
| 01.02.1943 года | Западный фронт                     | 10-я армия           | -                                | -            |
| 01.03.1943 года | Западный фронт                     | 10-я армия           | -                                | -            |
| 01.04.1943 года | Западный фронт                     | 10-я армия           | -                                | -            |
| 01.05.1943 года | Западный фронт                     | 10-я армия           | -                                | -            |
| 01.06.1943 года | Западный фронт                     | 10-я армия           | -                                | -            |
| 01.07.1943 года | Западный фронт                     | 10-я армия           |                                  | -            |
| 01.08.1943 года | Западный фронт                     | 10-я армия           |                                  | -            |
| 01.09.1943 года | Западный фронт                     | 10-я армия           | 38-й стрелковый корпус           | -            |
| 01.10.1943 года | Западный фронт                     | 10-я армия           | 38-й стрелковый корпус           | -            |
| 01.11.1943 года | Западный фронт                     | 10-я армия           | 38-й стрелковый корпус           | -            |
| 01.12.1943 года | Западный фронт                     | 10-я армия           |                                  | -            |
| 01.01.1944 года | Западный фронт                     | 10-я армия           | 70-й стрелковый корпус           | -            |
| 01.02.1944 года | Западный фронт                     | 10-я армия           | 70-й стрелковый корпус           | -            |
| 01.03.1944 года | Белорусский фронт                  | 10-я армия           | 70-й стрелковый корпус           | -            |
| 01.04.1944 года | Белорусский фронт                  | 10-я армия           | 70-й стрелковый корпус           | -            |
| 01.05.1944 года | 2-й Белорусский фронт              | 49-я армия           | 70-й стрелковый корпус           | -            |
| 01.06.1944 года | 2-й Белорусский фронт              | 49-я армия           | 70-й стрелковый корпус           | -            |
| 01.07.1944 года | 2-й Белорусский фронт              | 50-я армия (Могилев) | 121-й стрелковый корпус          | -            |
| 01.08.1944 года | 2-й Белорусский фронт              | 50-я армия           | 69-й стрелковый корпус           | -            |
| 01.09.1944 года | 2-й Белорусский фронт              | 50-я армия           |                                  | -            |
| 01.10.1944 года | 2-й Белорусский фронт              | 50-я армия           | 69-й стрелковый корпус           | -            |
| 01.11.1944 года | 2-й Белорусский фронт              | 50-я армия           | 81-й стрелковый корпус           | -            |
| 01.12.1944 года | 2-й Белорусский фронт              | 50-я армия           | 81-й стрелковый корпус           | -            |
| 01.01.1945 года | 2-й Белорусский фронт              | 50-я армия           |                                  | -            |
| 01.02.1945 года | 2-й Белорусский фронт              |                      |                                  | -            |
| 01.03.1945 года | 2-й Белорусский фронт              | 70-я армия           | 47-й стрелковый корпус           | -            |
| 01.04.1945 года | 2-й Белорусский фронт              | 49-я армия           | 70-й стрелковый корпус (Данциг)  | -            |
| 01.05.1945 года | 2-й Белорусский фронт              | 49-я армия           | 70-й стрелковый корпус (Гранзее) | -            |

## Командование дивизии
Командиры
- Воеводин, Андрей Петрович (05.09.1941 — 14.09.1941), майор;
- Соколов, Гавриил Дмитриевич (15.09.1941 — 5.10.1942), полковник;
- Прокофьев, Юрий Михайлович (06.10.1942 — 28.10.1942), полковник;
- Терентьев, Гурий Никитич (29.10.1942 — 01.11.1942), полковник;
- Соколов Гавриил Дмитриевич (02.11.1942 — 04.08.1943), полковник, генерал-майор;
- Оборин, Иван Иванович (05.08.1943 — 26.09.1943), гвардии полковник;
- Гусев, Владимир Александрович (27.09.1943 — 09.05.1945), полковник, генерал-майор[13].

Заместители командира
- Павлов, Алексей Кузьмич (03.1943 — 04.1943), генерал-майор;
- Хохлов, Василий Данилович (03.1944 — 06.1944), полковник

Военный комиссары (с 9.10.1942 заместитель командира дивизии по политической части)
- Хохлов Борис Николаевич (14.10.1941 — 16.06.1943), старший батальонный комиссар, полковой комиссар, полковник[14]

Начальники штаба
- Калачёв, Василий Александрович (09.1944 — 11.1944), полковник

Начальники политотдела (с 06.1943 он же заместитель командира по политической части)
- Кузнецов Никита Ефимович (14.10.1941 — 10.06.1942), батальонный комиссар;
- Михайлов Алексей Михайлович (24.07.1942 — 16.06.1943), старший батальонный комиссар, подполковник;
- Хохлов Борис Николаевич (16.06.1943 — 05.11.1943), полковник;
- Вьюгин Василий Алексеевич (05.11.1943 — 06.10.1944), подполковник;
- Блат Илья Семёнович (06.10.1944 — 06.11.1945), подполковник[14].

## Награды и почётные наименования
| Награда (наименование)              | Дата награждения                                                | За что награждена |
| ----------------------------------- | --------------------------------------------------------------- | --- |
| Почётное наименование «Могилёвская» | Приказ Верховного главнокомандующего № 189 от 10 июля 1944 года | за отличие в боях за освобождение города Могилёва |
| Орден Красного Знамени              | Указ Президиума Верховного Совета СССР от 10 июля 1944 года     | за образцовое выполнение боевых заданий командования в боях при форсировании рек Проня и Днепр, прорыв сильно укреплённой обороны немцев, а также за овладение городами Могилёв, Шклов и Быхов и проявленные при этом доблесть и мужество |
| Орден Суворова II степени           | Указ Президиума Верховного Совета СССР от 4 июня 1945 года      | за образцовое выполнение заданий командования в боях с немецкими захватчиками при овладении городами Штеттин, Гартц, Пенкун, Казеков, Шведт и проявленные при этом доблесть и мужество                                                    |

Также были удостоены наград и почётных наименований входящие в состав дивизии части:
- 1109-й стрелковый Краснознамённый, ордена Кутузова полк
  - Награждён орденом Красного Знамени указом Президиума Верховного Совета СССР от 5 апреля 1945 года, за образцовое выполнение заданий командования в боях с немецкими захватчиками при овладении городами Хойнице и Тухоля и проявленные при этом доблесть и мужество[17];
  - Награждён орденом Кутузова III степени указом Президиума Верховного Совета СССР от 17 мая 1945 года, за образцовое выполнение заданий командования в боях с немецкими захватчиками при овладении городом и крепостью Гданьск (Данциг) и проявленные при этом доблесть и мужество[18].
- 1111-й стрелковый Краснознамённый ордена Кутузова полк
  - Награждён орденом Красного Знамени указом Президиума Верховного Совета СССР от 5 апреля 1945 года, за образцовое выполнение заданий командования в боях с немецкими захватчиками при овладении городами Хойнице и Тухоля и проявленные при этом доблесть и мужество[17];
  - Награждён орденом Кутузова III степени указом Президиума Верховного Совета СССР от 4 июня 1945 года, за образцовое выполнение заданий командования в боях с немецкими захватчиками при овладении городами Пренцлау, Ангермюнде и проявленные при этом доблесть и мужество[19].
- 1113-й стрелковый Гданьский Краснознамённый полк
  - Почётное наименование «Гданьский» присвоено приказом Верховного главнокомандующего № 082 от 17 мая 1945 года, в ознаменование одержанной победы и отличия в боях за овладение городом и крепостью Гданьск (Данциг);
  - Награждён орденом Красного Знамени указом Президиума Верховного Совета СССР от 31 марта 1943 года, за образцовое выполнение боевых заданий командования на фронте борьбы с немецкими захватчиками и проявленные при этом доблесть и мужество[20];
- 890-й артиллерийский Краснознамённый ордена Суворова полк
  - Награждён орденом Красного Знамени указом Президиума Верховного Совета СССР от 31 марта 1943 годаза образцовое выполнение боевых заданий командования на фронте борьбы с немецкими захватчиками и проявленные при этом доблесть и мужество[20];
  - Награждён орденом Суворова III степени указом Президиума Верховного Совета СССР от 17 мая 1945 года, за образцовое выполнение заданий командования в боях с немецкими захватчиками при овладении городом и крепостью Гданьск (Данциг) и проявленные при этом доблесть и мужество[18].
- 250-й отдельный истребительно-противотанковый ордена Александра Невского дивизион
  - Награждён орденом Александра Невского указом Президиума Верховного Совета СССР от 4 июня 1945 года, за образцовое выполнение заданий командования в боях с немецкими захватчиками при овладении городами Штеттин, Гартц, Пенкун, Казеков, Шведт и проявленные при этом доблесть и мужество[16]
- 607-й отдельный сапёрный ордена Красной Звезды батальон
  - Награждён орденом Красной Звезды указом Президиума Верховного Совета СССР от 4 июня 1945 года, за образцовое выполнение заданий командования в боях с немецкими захватчиками при овладении городами Пренцлау, Ангермюнде и проявленные при этом доблесть и мужество[19]

## Отличившиеся воины дивизии
Герои Советского Союза:
| Награда | Ф. И. О.                   | Должность                                       | Звание          | Дата награждения | Примечания                           |
| ------- | -------------------------- | ----------------------------------------------- | --------------- | ---------------- | ------------------------------------ |
|         | Дементьев, Иван Андреевич  | командир орудия 890-го артиллерийского полка    | старший сержант | 26 октября 1944  |                                      |
|         | Калашников, Иван Абрамович | командир отделения 1113-го стрелкового полка    | сержант         | 24 марта 1945    | Посмертно. Погиб в бою 27 июля 1944. |
|         | Ковалёв, Степан Маркович   | командир дивизиона 890-го артиллерийского полка | майор           | 18 ноября 1944   | Посмертно. Погиб в бою 8 июля 1944.  |
|         | Косовичев, Яков Фёдорович  | командир 1113-го стрелкового полка              | подполковник    | 24 марта 1945    |                                      |
|         | Шутов, Семён Иванович      | командир взвода 1109-го стрелкового полка       | старший сержант | 24 марта 1945    |                                      |

Полные кавалеры ордена Славы:
| Награда | Ф. И. О.                        | Должность                                                               | Звание          | Дата награждения                           | Примечания                                                                                         |
| ------- | ------------------------------- | ----------------------------------------------------------------------- | --------------- | ------------------------------------------ | -------------------------------------------------------------------------------------------------- |
|         | Бродовиков, Геннадий Матвеевич  | пулемётчик 1206-го стрелкового полка                                    | сержант         | 10 июля 1944 7 марта 1945 29 июня 1945     | |
|         | Воронов, Валентин Николаевич    | командир миномётного расчёта 1109-го стрелкового полка                  | старшина        | 29 декабря 1943 7 марта 1945 29 июня 1945  | |
|         | Герасимов, Иван Сергеевич       | командир отделения автоматчиков 1113-го стрелкового полка               | сержант         | 8 сентября 1943 7 марта 1945 29 июня 1945  | |
|         | Голдырев, Иван Дмитриевич       | командир миномётного расчёта 1109-го стрелкового полка                  | сержант         | 20 февраля 1945 29 апреля 1945 15 мая 1946 | |
|         | Ермаченков, Иван Январович      | помощник командира сапёрного взвода 1109-го стрелкового полка           | сержант         | 19 июля 1944 4 апреля 1945 29 июня 1945    | Указом Президиума Верховного Совета СССР от 4 ноября 1949 года лишён всех наград за измену Родины. |
|         | Иванов, Иван Васильевич         | командир отделения 1109-го стрелкового полка                            | сержант         | 2 октября 1943 7 марта 1945 15 мая 1946    | |
|         | Климов, Андрей Тихонович        | командир миномётного расчёта 1109-го стрелкового Краснознамённого полка | старший сержант | 03.09.1944 21.05.1945 13.09.1996           | |
|         | Косарев, Григорий Иванович      | пулемётчик стрелкового батальона 1111-го стрелкового полка              | ефрейтор        | 8 августа 1944 28 марта 1945 15 мая 1946   | |
|         | Осипенков, Леонид Сергеевич     | стрелок 1109-го стрелкового полка                                       | ефрейтор        | 30 августа 1944 7 марта 1945 29 июня 1945  | Погиб в бою 23 марта 1945 года.                                                                    |
|         | Простов, Егор Кириллович        | командир расчёта 82-мм миномёта 1109-го стрелкового полка               | сержант         | 16 октября 1944 7 марта 1945 29 июня 1945  | |
|         | Пряженцов, Александр Михайлович | телефонист управления 3-го дивизиона 890-го артиллерийского полка       | ефрейтор        | 22 января 1944 27 июля 1944 15 мая 1946    | |
|         | Ходжамбердиев, Игамберды        | наводчик орудия 890-го артиллерийского полка                            | старший сержант | 27 июля 1944 2 апреля 1945 15 мая 1946     | |

Другие отличившиеся воины дивизии:
| Награда | Ф. И. О.                           | Должность                                             | Звание       | Дата награждения | Примечания                                |
| ------- | ---------------------------------- | ----------------------------------------------------- | ------------ | ---------------- | ----------------------------------------- |
|         | Шамшикова, Елизавета Александровна | командир санитарного взвода 1113-го стрелкового полка | военфельдшер | 1942             | Посмертно. Погибла в бою 27 декабря 1941. |

## Память

Памятная стела бойцам 413-й и 330-й стрелковых дивизий.

Память о бойцах дивизии, освобождавших город Сталиногорск, увековечена в мемориале павшим в Великой Отечественной войне (город Новомосковск Тульской области).
В 1975 году в память о бойцах 330-й стрелковой дивизии, освобождавших Киреевский район Тульской области, на аллее Кургана Бессмертия установлена стела.